# تارکان
تارکان تِوِت‌اوغلو (به ترکی استانبولی: Tarkan Tevetoğlu) با نام هنری تارکان، زادهٔ ۱۷ اکتبر ۱۹۷۲ (۲۵ مهر ۱۳۵۱) خواننده، ترانه‌سرا و آهنگساز اهل ترکیه است. او از اوایل دهه ۱۹۹۰ با موفقیت مستمر در چارت و موفقیت فروش در موسیقی پاپ ترکیه در ترکیه و سراسر جهان شناخته شد.

## زندگی‌نامه
تارکان در شهر آلزی در ایالت راینلاند-فالتز آلمان غربی به دنیا آمد و بزرگ شد. او در سال ۱۹۸۶ به همراه خانواده به ترکیه آمد و در نتیجه علاقه به موسیقی که از کودکی شروع شد، اولین تحصیلات موسیقی خود را در شهر کارامورسل آغاز کرد و در آنجا دوران دبیرستان خود را آغاز کرد. در سال‌های بعد با مهمت سوغوت اوغلو، مالک شرکت استانبول پلاک آشنا شد و با این شرکت قرارداد آلبوم امضا کرد. تارکان اولین آلبوم استودیویی خود را با نام Yine Sensiz در ماه‌های آخر سال ۱۹۹۲ منتشر کرد و اولین آلبوم خود را با آهنگ "Kıl Oldum" در آلبوم آغاز کرد. او با دومین آلبوم استودیویی خود Aacayipsin که در سال ۱۹۹۴ منتشر شد و سومین آلبوم استودیویی خود به نام Ölürüm Sana که در سال ۱۹۹۸ منتشر شد به موفقیت تجاری دست یافت.

## فعالیت حرفه‌ای و آلبوم‌ها

### از ۱۹۹۲ تا ۲۰۰۰
تارکان در ۲۶دسامبر سال ۱۹۹۲ اولین آلبوم‌اش را با نام «دوباره بی‌تو» را به صورت نوار کاست منتشر کرد.
او در سال ۱۹۹۳ چند ورژن دیگر به آلبوم اضافه کرد و دوباره مارکت‌های موزیک از آلبوم تارکان مملو شد. فروش آلبوم مذکور حدود ۷۰۰ هزار اعلام شده است.
در سال ۱۹۹۴ دومین آلبوم تارکان با عنوان A-acayipsin در ترکیه، در سال ۱۹۹۶ در آلمان و در سال ۱۹۹۸ در روسیه منتشر شد. در این آلبوم تارکان با سزن آکسو، اوزان چلاک اوغلو، ییلدیز تیلبه، امل سایین همکاری کرد و فروش آلبومش را به یک و نیم میلیون رساند!
جوایز کرال سال ۱۹۹۵ برای تارکان جایزهٔ بهترین خوانندهٔ مرد سال و برای ترانهٔ Hepsi Senin mi او جایزهٔ بهترین ترانهٔ سال را به ارمغان آورد. در این سال تارکان به آمریکا مهاجرت کرد و ساکن شهر نیویورک شد.
تارکان در سال ۱۹۹۷ شرکت موسیقی خود را تأسیس کرده و تحت عنوان آن آلبوم برایت می‌میرم را منتشر کرد که در مدت زمانی کوتاه به فروش سه و نیم میلیونی رسید. لازم است ذکر شود که در این آلبوم تارکان وظیفهٔ ترانه‌سرایی و آهنگ‌سازی بیشتر ترانه‌ها را بر عهده داشت.
از بین ترانه‌های محبوب، آلبوم برایت می‌میرم، آهنگ شیماریک (Şımarık) بود که در چارت‌های موزیک کشورهای مختلف جای گرفت. در هلند، فرانسه، سوئد و سوئیس در رده سوم و در بلژیک و نروژ جایگاه اول را نصیب خود کرد. ترانه شیماریک در چارت موزیک بین‌المللی نیز به رده بیست و ششم رسید.
این آهنگ از طرف بسیاری از هنرمندان مشهور اروپا، آمریکا و حتی ایران کاور و بازخوانی شد.
تارکان در سال ۱۹۹۸ با گروه موسیقی بین‌المللی قراردادی امضا کرد و گلچینی از ترانه‌هایش را با نام تارکان در بسیاری از کشورها مانند فرانسه، آرژانتین، روسیه و هلند منتشر کرد و به فروش یک و نیم میلیونی رسید. این آلبوم در مکزیک جایزه پلاتین و در آلمان، بلژیک، فرانسه، هلند، سوئد، کلمبیا و لوکزامبورگ جوایز طلایی دریافت کرد ولی بزرگ‌ترین آن‌ها جایزه موسیقی جهانی بود که در سال ۱۹۹۹ به دلیل فروش بالای ترانه شیماریک نصیب او شد. ترانه شیماریک حتی فروش آهنگ‌های مدونا و شکیرا را پشت سر گذاشته بود.

### کارما (۲۰۰۱ تا ۲۰۰۲)
در ژوئیه ۲۰۰۱ تارکان تحت برند بین‌المللی پپسی آلبوم منقاطع را به بازار عرضه کرد. دو تک‌آهنگ تحت عنوان‌های هوپ Hup و مثل آدم ساده Kuzu Kuzu عرضه شد. این آلبوم با وجود شایعه‌ها و جو بد نسبت به تارکان پرفروش‌ترین آلبوم سال ۲۰۰۱ انتخاب شد وفروش زیادی در خارج از ترکیه مخصوصاً کشور روسیه به همراه داشت و مدل مو و طرز لباس پوشیدنش طرفداران زیادی پیدا کرد. در مراسم جوایز کرال که معتبرترین مراسم موسیقی ترکیه است آلبوم کارما بهترین آلبوم سال و تارکان بهترین خواننده سال شد. همچنین آهنگ کوزو کوزو که ساخته خود مگااستار تارکان است عنوان بهترین آهنگ سال را از آن خود کرد این نخستین بار بود که تارکان موفق به دریافت جایزه بهترین آهنگ سال می‌شد که در سن ۲۹ سالگی به این مهم دست یافت. آلبومِ کارما پس از آلبوم اولوروم سنه (برات می‌میرم) دومین آلبومِ پرفروش مگااستار تارکان است. قطعه hup سه موزیک ویدئو دارد. موزیک ویدئوی اول به دلیل وجود صحنه‌هایی که مناسبِ تلویزیون نبود تحریم شد و تارکان مجبور به ساختِ کلیپ دیگری شد. کلیپِ دوم برای این آهنگ، تبلیغاتِ شرکتِ پپسی است. برای قطعه ریمیکسِ هوپ نیز در سال ۲۰۰۲ موزیک ویدئویی ساخته شد.

### دودو (۲۰۰۳ تا ۲۰۰۴)
اولین آلبوم تارکان با برند کمپانی خودش HITT Productionدر تابستان سال ۲۰۰۳ با نام طوطی Duduوارد بازار شد. این آلبوم شامل ۵ تراک و ۵ ریمیکس بود و زمانی که هنرمندان ترکیه از فروش ۳۰۰ هزار کپی عاجز بودند آلبوم تارکان تنها در روسیه بیش از یک میلیون فروش داشت. تارکان برای این آلبوم تیپ اسپرت تر و پوشیده تری به خود گرفت و جنبه جذابیت شهوانی در رده دوم کارش قرار گرفت. تا کنون رمیکس‌های فراوانی از قطعات این آلبوم در سراسر جهان ساخته شده است که می‌توان به رمیکس موفق تنظیم‌کننده وتهیه‌کننده ایرانی مازیار سارمه بر روی آهنگ (gulumse kaderine) اشاره کرد.

### نزدیکتر بیا (۲۰۰۵ تا ۲۰۰۶)
در سال ۲۰۰۵ بالاخره پس از ده سال تارکان اعلام کرد که آلبوم انگلیسی او آماده شده است. او از سال ۱۹۹۵ با کمک تهیه‌کننده مشهور احمد ارتوگان کار را برای آلبوم شروع کرده بود ولی آن را عقب می‌انداخت.
در نهایت در ۱۰اکتبر ۲۰۰۵ تارکان تک‌آهنگ Bounce عرضه کردو آلبوم نزدیک تر بیا Come Closer در ۷ آوریل سال ۲۰۰۶ در اروپا و آمریکا عرضه شد. تارکان با نویسندگان خوانندگانی مانند بریتنی اسپیرز و شکیرا و همچنین رپر مشهور ویکلف جین همکاری کرد. همچنین او در چندین شوی تلویزیونی در اروپا ظاهرشد تا آلبومش را تبلیغ کند.
این آلبوم موفقیت چشمگیری بر خلاف انتظارات نداشت همچنین چندین تراک از آلبوم قبل از عرضهٔ رسمی بر روی اینترنت پخش شد و هزاران دانلود غیرمجاز صورت گرفت و فروش آن نتوانست موفقیت‌های آلبومهای قبلی را تکرار کند.

### متامورفوز (۲۰۰۷ تا ۲۰۰۸)
در کریسمس سال ۲۰۰۸ تارکان آلبوم متامورفوز (تغییر) را به بازار عرضه کرد که با وجود جو بد علیه او در هفته اول ۳۰۰۰۰۰ کپی فروخت و بهترین آلبوم سال ۲۰۰۸ در ترکیه لقب گرفت. این آلبوم بین همه مردم و حتی منتقدان بسیار محبوب شد و آن را بهترین آلبوم تارکان می‌دانستند در حالیکه عده‌ای نیز آن را بدترین آلبوم تارکان می‌دانند. این آلبوم شامل ده آهنگ بود که ویدئوی اول آن برای تراک Vay Anam Vay عرضه شد.
ویدئوهای بعدی شامل Pare Pare- Arada Bir -Dilli Duduk است. ویدئوی Dilli Duduk نیز نامزد برترین ویدئوی سال شد.

### اسمم را در قلبت بنویس (۲۰۱۰)
تارکان در ژوئیه ۲۰۱۰ آلبوم جدید خود به نام «اسمم را در قلبت بنویس» را به بازار عرضه کرد. آهنگ‌های این آلبوم بیشتر به کارهای قدیمی تارکان شبیه است و تارکان در این آلبوم دوباره با ترکیب سازهای سنتی ترکی با سازهای دیگر به سبک قدیمی خود برگشته است.
این آلبوم با استقبال فوق‌العاده‌ای روبه رو شد و در هفته اول عرضه بیش از ۲۲۵۰۰۰ نسخه آن به فروش رفت. این آلبوم در جشنوارهٔ موسیقی کرال ترکیه در سال ۲۰۱۱ افتخارات زیادی کسب کرد. مگااستار تارکان تمامی جوایز این جشنواره را (در قسمت موسیقی پاپ) از آن خود کرد از جمله بهترین خواننده سال، بهترین آلبومِ سال، بهترین آهنگِ سال (Sevdanın Son Vuruşu) و بهترین موزیک ویدئو سال (Öp).

### وفا به عهد (۲۰۱۶)
تارکان در تاریخ مارس ۲۰۱۶ آلبومی تحت عنوان وفا به عهد منتشر کرد. تارکان در این آلبومِ سنتی که نخستین آلبوم سنتیِ وی بحساب می‌آید آهنگ‌های قدیمی را بازخوانی کرد. دو ترانه با نام‌های Islak Daha Islak Öp Beni و Aşk Bu Değil Mi ترانه‌های جدید این آلبوم بودند که پیشتر توسط هیچ خواننده‌ای خوانده نشده بودند. مگااستار تارکان که سال‌ها قول آلبوم سنتی را به طرفدارانش داده بود با انتشار این آلبوم به عهدِ خود وفا کرد. آلبومِ عهد وفا با استقبالِ بی نظیری روبرو شد و تارکان توانست توانایی خود در زمینه موسیقی سنتی را نیز در نزد اهالی موسیقی به اثبات برساند.

### ۱۰ (۲۰۱۷)
تارکان بعد از گذشت هفت سال به عرصه موسیقی پاپ برگشت و در تاریخ ۱۴ ژوئن سال ۲۰۱۷ با انتشار آلبومی به نام ۱۰ تلنگری دوباره به موسیقی ترکیه زد. آلبوم مذکور دهمین آلبوم پاپ مگااستار تارکان است از این رو آلبوم را ۱۰ نامیده‌اند. ۱۰ در خاورمیانه و جهان از استقبال بی نظیری برخوردار شد و در کم‌تر از سه روز ۲۰۵٬۰۰۰ نسخه از آن فروش رفت و در چارت موزیک ترکیه، عربستان، ازبکستان، آذربایجان، بحرین در جایگاه اول، در آلمان پنجم، در هلند و استرالیا هفتم، در سوئد هشتم، در بلژیک چهاردهم و در سوئیس جایگاه پانزدهم را از آن خود کرد. لازم است ذکر شود آلبوم در چارت بین‌المللی موزیک در رده بیست و چهارم دانلود و محبوبیت قرار گرفته است.

## زندگی خصوصی

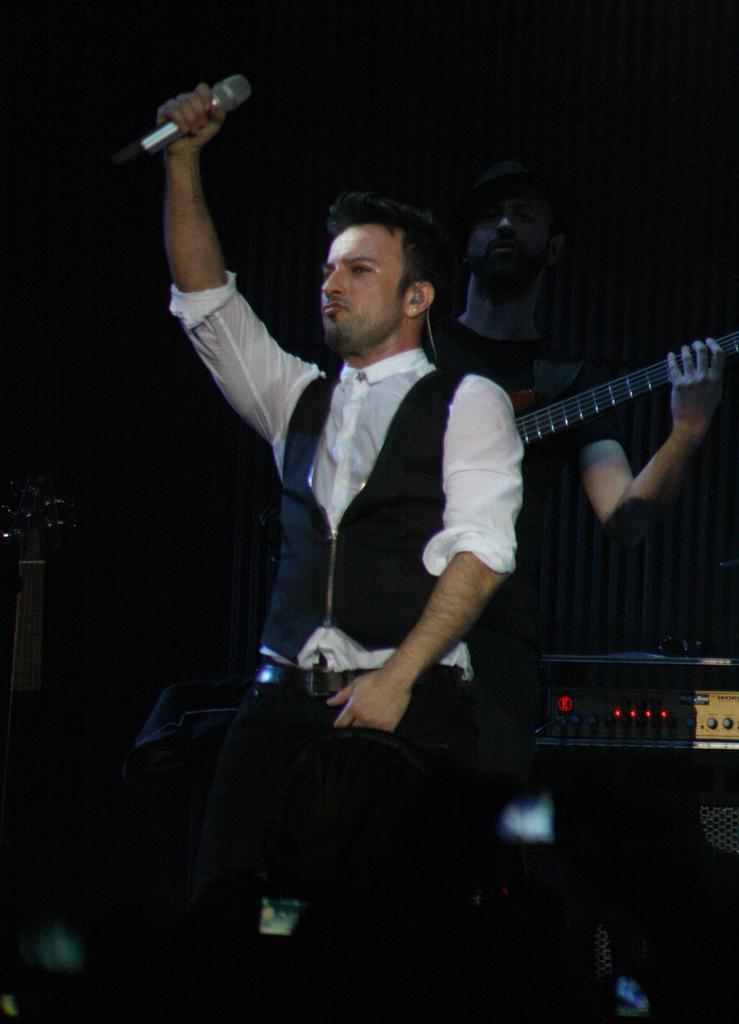
تارکان در یکی از کنسرت‌هایش

تارکان زمانی که ۱۹ سال داشت با مدل فرانسوی ژولیت رابطه‌ای را آغاز کرد که دو سال بیشتر به طول نینجامید. در سال ۱۹۹۴ رابطه اش با یکی از روزنامه‌نگاران ترکیه به نام الیف دائدویرن را تأیید کرد. رابطه این دو علی‌رغم اختلاف سنیشان (الیف ۶ سال از تارکان بزرگتر بود) عالی پیش می‌رفت، ولی درست زمانی که تارکان برای ادامه تحصیل به آمریکا عزیمت کرد رابطه‌شان رو به سردی رفت که در نهایت در سال ۱۹۹۶ از هم جدا شدند. در سال‌های ۲۰۰۱ تا ۲۰۰۸ به مدت ۷ سال با بیلگه اوزترک در رابطه بود و در حالی که خبرهایی از ازدواج این دو به گوش می‌رسید راه‌هایشان را از هم جدا کردند. تارکان در ششم ماه مهٔ ۲۰۱۶ در شهر کلن آلمان با پینار دیلک ازدواج کرد. دیلک یکی از طرفداران دیرینه تارکان بود که در سال ۲۰۱۰ در یکی از کنسرت‌های تارکان با هم آشنا شده بودند.

## آلبوم‌شناسی
- Yine Sensiz - 1992
- Aacayipsin - 1994
- Ölürüm Sana - 1997
- Tarkan - 1998
- Karma - 2001
- Dudu - 2003
- Come Closer - 2006
- Metamorfoz - 2007
- Metamorfoz Remixes - 2008
- Adımı Kalbine Yaz - 2010
- Ahde Vefa - 2016
- ۲۰۱۷–۱۰

## جوایز

### جوایز بین‌المللی
- جایزه موسیقی جهانی ۱۹۹۹
- پرفروش‌ترین آهنگ خاورمیانه برای شیماریک
- Record Fair Midem (Cannes)
- جایزه پرفروش‌ترین آهنگ پاپ
- 2003, The Pud Award (Russia)
- جایزه بهترین آهنگِ سال (dudu)

### جوایز داخلی
- جشنواره کرال ۱۹۹۵
- جایزه بهترین خواننده مرد پاپِ سال برای آلبوم aacayipsin
- جشنواره کرال ۱۹۹۸
- جایزه بهترین خواننده مرد پاپِ سال برای آلبوم olurum sana
- جایزه بهترین آلبوم پاپِ سال برای آلبوم olurum sana
- جشنواره کرال ۲۰۰۲
- جایزه بهترین خواننده مرد پاپِ سال برای آلبوم karma
- جایزه بهترین آهنگ سال برای آهنگ kuzu kuzu
- جایزه بهترین موزیک ویدئو سال برای hup
- جشنواره آلتین آبجکتیو altin objektif 2002
- جایزه بهترین خواننده مرد پاپِ سال برای آلبوم کارما
- جایزه بهترین آلبوم سال برای آلبوم کارما
- جشنواره کرال ۲۰۰۳
- جایزه بهترین خواننده مرد پاپِ سال برای آلبوم دودو
- جشنواره کرال ۲۰۱۱
- جایزه بهترین خواننده مرد پاپِ سال برای آلبوم adimi kalbine yaz
- جایزه بهترین شعر سال برای آهنگ sevdanin son vurusu
- جایزه بهترین آهنگ سال برای آهنگ sevdanin son vurusu
- جایزه بهترین آلبوم سال برای آلبوم adimi kalbine yaz
- جایزه بهترین موزیک ویدئو سال برای موزیک ویدئوی op
- جشنواره پروانه طلایی altin kelebek 2011
- جایزه بهترین آهنگ و خواننده سال برای آهنگ sevdanin son vurusu